# Kerb
Kerb, eller Tau Pegasi (τ Pegasi, förkortad Tau Peg, τ Peg), som är stjärnans Bayer-beteckning, är en pulserande variabel av Delta Scuti-typ (DSCTC) i mellersta delen av stjärnbilden Pegasus. Stjärnan har skenbar magnitud +4,6 och varierar i amplitud 0,02 med en period av 0,05433 dygn eller 78,24 minuter. Den är synlig för blotta ögat där ljusföroreningar ej förekommer. Baserat på parallaxmätningar i Hipparcos-uppdraget på 20,2 mas beräknas den befinna sig på ca 162 ljusårs (50 parsek) avstånd från solen.

## Nomenklatur
Tau Pegasi har även haft namnen Salm och Markab, som den delat med Alfa Pegasi, K Puppis och Kappa Velorum. Internationella Astronomiska Unionen anordnade 2016 en arbetsgrupp för stjärnnamn (WGSN) med uppgift att katalogisera och standardisera riktiga namn för stjärnor. WGSN fastställde namnet Salm för denna stjärna och Markeb för Kappa Velorum A, i september 2017. Markab hade tidigare godkänts för Alpha Pegasi den 30 juni 2016. Samtliga tre ingår nu i listan över IAU-godkända stjärnnamn.

## Egenskaper
Tau Pegasi är en blå till vit stjärna i huvudserien av spektralklass A5 Vp. Den har en massa som är ca 2,1 gånger solens massa, en radie som är ca 2,8 gånger större än solens och utsänder ca 32 gånger mera energi än solen från dess fotosfär vid en effektiv temperatur på ca 7 700 K.